# Pseudovanilla
Pseudovanilla ist eine Gattung aus der Familie der Orchideen (Orchidaceae). Sie enthält acht Arten krautiger Pflanzen, die in Südostasien und in Australien beheimatet sind.

## Beschreibung
Die Arten der Gattung Pseudovanilla sind terrestrisch wachsende Kletterpflanzen. Der Spross ist unbehaart, im Querschnitt rund, an jedem Knoten entspringt eine Wurzel. Die Wurzeln können keulenförmig verdickt sein, manchmal sind sie verzweigt. Der Spross ist bei jungen Pflanzen gelblich bis orange, bei älteren wird er grün. Laubblätter fehlen, sie sind zu schuppenartigen Niederblättern reduziert. Besonders an der Basis blühender Sprossteile können diese auch vergrößert  und fast laubblattartig ausgebildet sein. Junge Pflanzen sind stark mykoheterotroph, ältere assimilieren in begrenztem Umfang selbst.
Der Blütenstand ist eine Rispe und trägt bis zu 150 resupinierte Blüten. Die Blüten sind grünlich bis gelb, die Lippe ist kräftiger und kontrastreicher gefärbt. Die Blütenblätter sind nicht miteinander verwachsen, von etwas fleischiger Textur, weit ausgebreitet. Sepalen und Petalen sind etwa gleich geformt, die Petalen sind etwas schmaler. Die Lippe ist ein Stück weit mit der Säule verwachsen und bildet mit ihr ein Nektarium. Der vordere Teil der Lippe ist rundlich, ausgebreitet, mit gewelltem Rand. Die Lippe ist mit verschiedenen Haaren und Papillen besetzt, mittig verlaufen zwei fleischige Kiele. Die Säule ist gebogen, kurz, dünn, nach vorne zu leicht verdickt, sie ist unbehaart. Das Staubblatt ist kaum von Gewebe der Säule (Klinandrium) umgeben, es ist kapuzenförmig, etwas viereckig im Umriss, gegenüber der Säulenachse hinabgebogen. Das Staubblatt ist undeutlich zweikammrig, die beiden Pollinien sind wiederum zweigeteilt, sie sind von körnig-pudriger Konsistenz. Die Kapselfrucht ist länglich, sie enthält zahlreiche Samen. Diese sind 1,7 × 1,3 Millimeter groß, flach, rings um den kugeligen Embryo geflügelt. Der Flügel ist an einer Seite tief eingeschnitten, so dass der Same im Umriss etwa einem Seerosenblatt ähnelt.

## Verbreitung
Pseudovanilla ist in Indonesien, auf Neuguinea, den Philippinen, einigen Inseln des Pazifiks und im Nordosten Australiens verbreitet. Die einzelnen Arten haben jeweils ein eng begrenztes Areal. Die Standorte liegen an feuchten, schattigen Stellen, alle Arten wachsen auf sehr humosen Böden oder auf verrottendem Holz.

## Systematik und botanische Geschichte

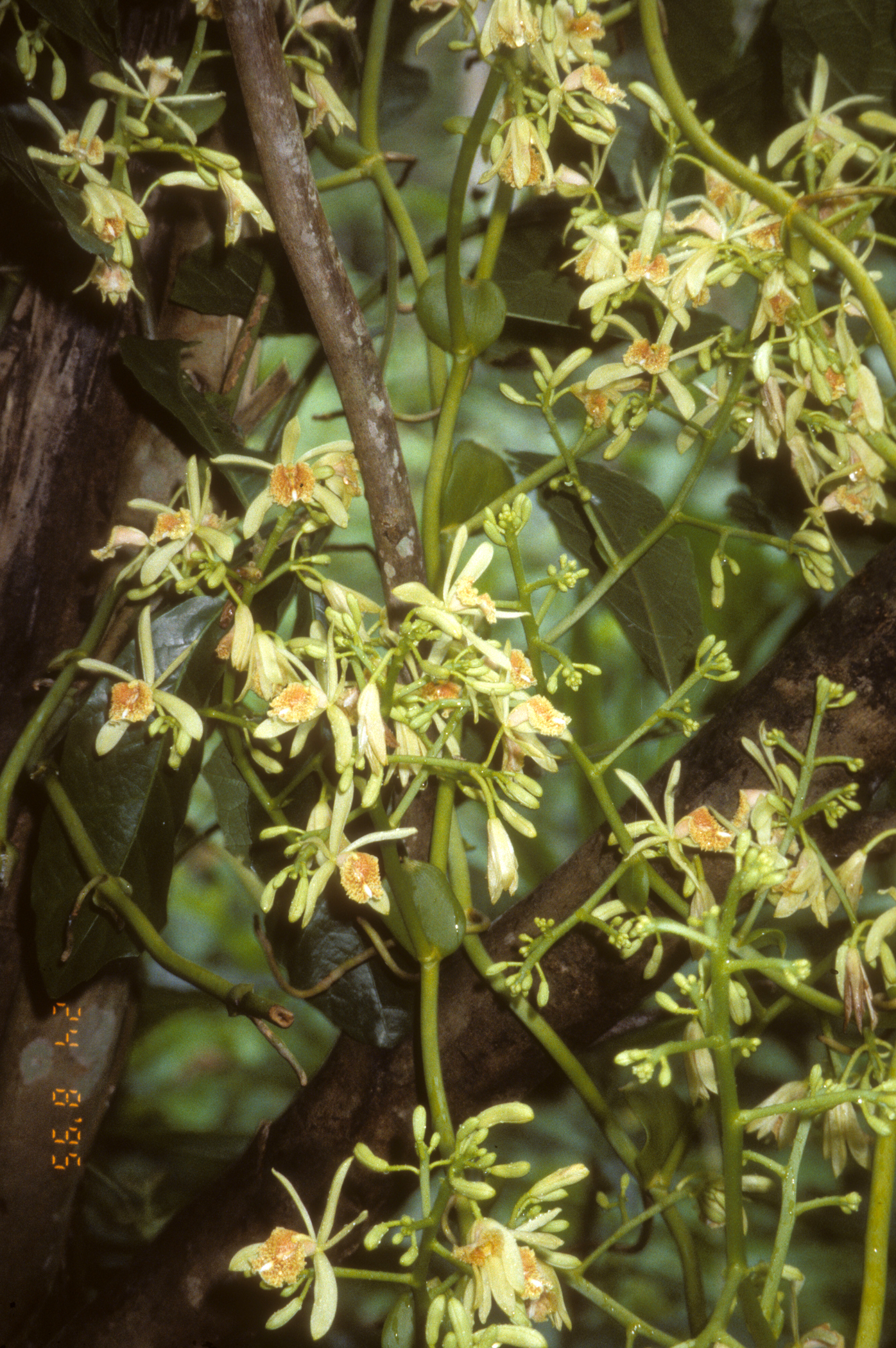
Pseudovanilla foliata auf Neuguinea

Pseudovanilla wird innerhalb der Unterfamilie Vanilloideae in die Tribus Vanilleae eingeordnet. Die nächstverwandte Gattung ist Erythrorchis, Schwestergruppe zu diesen beiden Gattungen ist Cyrtosia.
Pseudovanilla wurde 1986 von Leslie A. Garay in Botanical Museum Leaflets Band 30, Teil 4, Seite 234 erstbeschrieben. Der Name Pseudovanilla kommt vom griechischen ψεῦδος pseudo, „falsch“ und der Gattungsbezeichnung Vanilla, er bezieht sich auf die oberflächliche Ähnlichkeit zur Gattung Vanilla. Die Arten der Gattung Pseudovanilla waren schon vor Garays Publikation bekannt, allerdings zu anderen Gattungen gezählt (hauptsächlich zu Galeola, aber auch zu Vanilla oder Erythrorchis).
Folgende acht Arten werden zur Gattung Pseudovanilla gezählt:
- Pseudovanilla affinis (J.J.Sm.) Garay – Java[1]
- Pseudovanilla anomala (Ames & L.O.Williams) Garay – Viti Levu[1]
- Pseudovanilla foliata (F.Muell.) Garay (Syn.: Pseudovanilla vanilloides (Schltr.) Garay) – Neuguinea, Salomonen und Australien[1]
- Pseudovanilla gracilis (Schltr.) Garay – Neuguinea bis zu den Salomonen[1]
- Pseudovanilla montigena (Schltr.) Ormerod: Sie kommt in Papua-Neuguinea vor.[1]
- Pseudovanilla philippinensis (Ames) Garay – Luzon[1]
- Pseudovanilla ponapensis (Kaneh. & Yamam.) Garay – Karolinen[1]
- Pseudovanilla ternatensis (J.J.Sm.) Garay – Ternate[1]

## Belege
Die Informationen dieses Artikels stammen überwiegend aus:
- Jim B. Comber: Orchids of Java. Bentham-Moxon Trust, Kew 1990, ISBN 0-947643-21-4, S. 74.
- Leslie A. Garay: Olim Vanillaceae. In: Botanical Museum Leaflets (Harvard University). Band 30, 1986, S. 234–236 (botanicus.org).
- Alec M. Pridgeon, Phillip Cribb, Mark W. Chase, Finn Rasmussen (Hrsg.): Genera Orchidacearum. Orchidoideae (Part 2). Vanilloideae. Band 3/2. Oxford University Press, New York und Oxford 2003, ISBN 0-19-850711-9, S. 319–321.